# Adam DiMarco
Adam DiMarco (Oakville, 14 aprile 1990) è un attore canadese.

## Biografia
DiMarco è nato e cresciuto a Oakville, da genitori di origini Italiane. Ha iniziato a recitare alle elementari, recitando in produzioni teatrali. DiMarco ha studiato scienze della vita all'Università McMaster per un anno prima di abbandonare gli studi. Sentendosi infelice, si trasferì a Vancouver e si iscrisse alla Vancouver Film School per studiare recitazione.
All'inizio della sua carriera, DiMarco ha interpretato Gavin, l'interesse amoroso della protagonista interpretata da Debby Ryan, nel film originale di Disney Channel del 2012 Radio Rebel, e ha interpretato Adam nel film originale Disney Zapped - La nuova vita di Zoey del 2014. Ha interpretato diversi ruoli ricorrenti, tra cui Kirby nella serie televisiva Arctic Air dal 2012 al 2013, e Todd nella serie televisiva The Magicians dal 2016 al 2020.
Dal 2019 al 2020, DiMarco ha interpretato Randall Carpio nella serie televisiva Netflix The Order. Nel 2022, ha interpretato il ruolo di Albie Di Grasso, un neolaureato di Stanford che si reca in Sicilia con suo padre e suo nonno per saperne di più sulla loro eredità, nella seconda stagione della serie televisiva della HBO The White Lotus. Dal 2025 interpreta il ruolo di Peter nella serie Prime Video Overcompensating - l'inganno.

## Filmografia parziale

### Cinema
- Kill for Me - Legami di morte (Kill for Me), regia di Michael Greenspan (2013)
- Words and Pictures, regia di Fred Schepisi (2013)
- Star Trek Beyond, regia di Justin Lin (2016)

### Televisione
- R. L. Stine's The Haunting Hour – serie TV, 2 episodi (2011-2012)
- Radio Rebel, regia di Peter Howitt – film TV (2012)
- Arctic Air – serie TV, 14 episodi (2012-2013)
- Supernatural – serie TV, un episodio (2013)
- Zapped - La nuova vita di Zoey (Zapped), regia di Peter DeLuise – film TV (2014)
- Il mistero delle lettere perdute (Signed, Sealed, Delivered) – serie TV, un episodio (2014)
- Motive – serie TV, un episodio (2016)
- Second Chance – serie TV, un episodio (2016)
- The Magicians – serie TV, 14 episodi (2016-2020)
- When We Rise – serie TV, 2 episodi (2017)
- Life Sentence – serie TV, 2 episodi (2018)
- Streghe (Charmed) – serie TV, un episodio (2019)
- The Order – serie TV, 20 episodi (2019-2020)
- Le terrificanti avventure di Sabrina (Chilling Adventures of Sabrina) – serie TV, un episodio (2019)
- The Good Doctor – serie TV, un episodio (2021)
- Pillow Talk – serie TV, 10 episodi (2022)
- The White Lotus – serie TV, 7 episodi (2022)
- Overcompensating - L'inganno (Overcompensating) – serie TV, 8 episodi (2025)

## Doppiatori italiani
Nelle versioni in italiano delle opere in cui ha recitato, Adam DiMarco è stato doppiato da:
- Alex Polidori in The Order, Overcompensating - L'inganno
- Federico Viola in Radio Rebel
- Luigi Morville in Kill for Me - Legami di morte
- Daniele Giuliani in Zapped - La nuova vita di Zoey
- Mirko Cannella in Cedar Cove
- Stefano Sperduti in Supernatural
- Manuel Meli in Words and Pictures
- Stefano Starna in Star Trek Beyond
- Tommaso Zalone in Milionario in incognito
- Andrea Di Maggio in The White Lotus